# Parc de Leppisaari
Le parc de Leppisaari (finnois : Leppisaaren puisto) est un parc du quartier de Tammisalo à Helsinki en Finlande.

## Présentation
Le parc est situé entre Vanhanväylänkuja et Vanhanväylä. 
Le parc compte beaucoup de noisetiers, quelques grands pins et plusieurs rochers d'où l'on peut voir jusqu'à Roihuvuori.
Le chemin traversant le parc est partiellement recouvert de copeaux de bois.